# 沃日多瓦茨足球俱樂部
沃日多瓦茨足球俱樂部（羅馬化：FK Voždovac）是塞爾維亞的一家足球俱樂部，主場位於貝爾格萊德沃日多瓦茨。俱樂部成立於1912年。
俱樂部自2006–07賽季起參加塞爾維亞足球超級聯賽的賽事。2023–24賽季結束後，俱樂部降級到塞爾維亞足球甲級聯賽。